# Нестерова, Нина Максимовна
Ни́на Макси́мовна Не́стерова (в девичестве Николаева; 14 ноября 1920—1980, Москва) — советский тренер по плаванию, заслуженный тренер РСФСР.  
Начала заниматься плаванием в возрасте 15 лет с тренером Якубенко.
Окончила  Высшую школу тренеров Государственного центрального ордена Ленина института физической культуры имени И. В. Сталина (1939). 
Училась тренерскому ремеслу у Петра Андреевича Жаринова. С 1943 года работала в «Динамо» (Москва). 
Воспитанники Н. М. Нестеровой — чемпионы СССР и Европы, участники Олимпийских игр Виктор Коноплёв, Игорь Гривенников, Владимир Шувалов и многие другие.
Вместе со своими учениками входила в состав советской сборной на Олимпиадах в Риме (1960)  и Мюнхене (1972).
Муж — И. С. Нестеров.
Скончалась в 1980 году. Похоронена на Ваганьковском кладбище.